# Sandra Palmer
Sandra Palmer, född 10 mars 1943 i Fort Worth i Texas, är en amerikansk golfspelare.
Palmer började att spela golf då hon var 13 år på en niohålsbana i Bangor i Maine där hon växte upp. Hon började med att varje helg i tre år arbeta som caddie och i banans golfshop. När hon var 15 år flyttade hon med sin mor tillbaka till Texas men hon hade en svår uppväxt i sin familj och till slut flyttade hon hem till ett barnlöst par som uppmuntrade henne att spela golf.
När hon var 16 år upptäcktes hennes golftalang av en försäljare av golfutrustningar. Genom Betsy Rawls och Mickey Wright ordnade han så att Palmer fick ta golflektioner hos tränaren Harvey Penick. Hon anser själv att Penick är den tränare som har influerat henne mest av de tränare hon har haft.
Hon hade en framgångsrik amatörkarriär och hon vann West Texas Amateur fyra gånger och 1963 vann hon Texas State Amateur. Hon blev medlem på den amerikanska LPGA-touren 1964 men det dröjde sju år innan hon vann sin första proffstävling. Därefter vann hon minst en tävling per år fram till 1977 inklusive segrar i majortävlingarna Titleholders Championship (1972) och US Womens Open (1975).
Hon spelade sin sista tävling på LPGA-touren 1999 och var sedan med och grundade Womens Senior Golf Tour (WSGT) där hon i slutet av 2005 inte hade vunnit någon tävling. Vid sidan av tävlandet på WSGT arbetar hon som golfinstruktör.

## Meriter

### Majorsegrar
- 1972 Titleholders Championship
- 1975 US Womens Open

### LPGA-segrar
- 1971 Sealy LPGA Classic, Heritage Open
- 1973 Pompano Beach Classic, St. Paul Open, National Jewish Hospital Open, Cameron Park Open
- 1974 Burdine's Invitational, Cubic Corporation Classic
- 1975 Colgate-Dinah Shore Winner's Circle
- 1976 Bloomington Bicentennial Classic, National Jewish Hospital Open, Jerry Lewis Muscular Dystrophy Classic
- 1977 Kathryn Crosby/Honda Civic Classic, Women's International
- 1981 Whirlpool Championship of Deer Creek
- 1982 Boston Five Classic
- 1986 Mayflower Classic.

### Övriga segrar
- 1972 Angelo's Four-Ball
- 1973 Angelo's Four-Ball
- 1991 Centel Senior Challenge
- 1992 Centel Senior Challenge
- 1993 Sprint Senior Challenge
- 1994 Sprint Senior Challenge
- 1995 Sprint Senior Challenge

### Utmärkelser
- 1975 Golf Writers Association of America Female Player of the Year
- 1985 Texas State Golf Hall of Fame
- 1988 National Collegiate Hall of Fame